# ダイナマイト・トミー
ダイナマイト・トミー（1964年9月14日 - ）は、日本のボーカリスト、作詞家、音楽プロデューサー、実業家。

## 来歴
兵庫県西宮市出身。1985年にCOLOR結成。1986年、フリーウィル設立。初期ヴィジュアル系の過激なステージングとカリスマ性、バイオレンスなスタイルでシーンに君臨した。1989年にメジャー・デビュー。1991年にはインディーズに復帰し、COLORのバンド活動とフリーウィルの運営に注力。ユニット「SISTER'S NO FUTURE」としても活動した。現在はDIR EN GREYのエグゼクティブ・プロデューサーである。また、アーティスト活動を行う場合の為にティアーズ音楽事務所とアーティスト契約をしている。
プロダクション経営者としてはDIR EN GREYをソニー・ミュージックに移籍させたり、kannivalismをエイベックスに送りメジャー・デビューさせた。ボーカリストとしては歌唱力がないことは本人も認めており、「大槻ケンヂに『ダイナマイト･トミーよりは歌は上手い』と言われた」とネタにしている。
音楽以外のエンタテインメントのプロデュースにも関わり、「グラップラー刃牙」のTVアニメ化の企画や、MIYAVI主演の映画「おれさま」のシナリオなどを手がけた。
2008年7月、初監督作品となる映画「attitude」公開。
2009年7月、1980年代に「東のX、西のCOLOR」として一世を風靡した元Xのベーシスト沢田泰司らとともにバンド「THE KILLING RED ADDICTION(TKRA)」を結成。ロックバンドの聖地的なライブハウス、ロサンゼルスのウィスキー・ア・ゴーゴーでお披露目ライブを開催した。
正統派美少女アイドルユニット 2o Love to Sweet Bulletをプロデュースしている。また、2017年5月6日には、日本武道館でアイドルがライブを行わず物販だけを行うイベント「武道館アイドル博2017」を主催、6,000人を集めた。
2022年に開催された「TOKYOアイドル博」を主催したが、多くのアイドルたちが熱中症で倒れ、非常に稀な特殊救急車（スーパーアンビュランス）が出動。イベントの劣悪な環境やイベント前後の杜撰な対応が露呈した。またイベントサイト上でも主催者がだれかわからないなど隠蔽性も批判を呼んだ。

## 作品

### SISTER'S NO FUTURE
シングル
- Sonic Beat （1992年1月21日　アポロン　APDA-57）
- SO，SO LONG MY HONEY SO LONG （1992年7月21日　アポロン　APDA-67）
- 俺達に明日はない （1992年10月21日　アポロン　APDA-72）

アルバム
- “SISTER'S NO FUTURE I” 〜DEMONSTRATION〜 （1992年2月21日　アポロン　APCA-47）
- THRILL SHOW （1992年10月21日　アポロン　APCA-70）

VHS
- HUMAN FICTION （1992年2月21日　アポロン　APVF-4008）
- PSYCHO SEXUAL （1992年7月21日　アポロン　APVF-4011）
- VIDEO THRILL SHOW （1992年10月21日　アポロン　APVF-4012）

写真集
- SISTER'S NO FUTURE Ⅲ （1992年3月　ワニブックス）

オムニバスアルバム
- STRAWBERRY ROAD VOL.1 （1995年7月26日　クラウン　CRCR-1002） 「WAITING FOR YOU」を収録。

オムニバスVHS
- STRAWBERRY ROAD VOL.1 LIVE（1995年10月21日　クラウン　CRVR-1001） 「WAITING FOR YOU」を収録。

### SISTER'S NO FUTURE SUPER DELUXE
シングル
- LONG TIME NO SEE （FREE-WILL　FWR-003CDS）

アルバム
- T.G.I.F （1995年8月23日　FREE-WILL）

VHS
- THANK GOD IT'S FRIDAY （1995年　FREE-WILL）

### SISTER'S NO FUTURE MAX & SUPER DELUXE
- Naked in the rain （1996年9月21日　TCCN-15018） 4曲入り

### SISTER'S NO FUTURE MAX
アルバム
- MIND PARK （1996年10月21日　TCCN-30017）

## 提供作品
作曲
- 心のプロレス　輝ける美麗の格闘戦士達へ捧ぐ （1993年12月15日　TYCY-5334）
DISC.1　M-11「風のささやき ～井上貴子（全女）へ捧ぐ」

## 映画
監督
- Attitude （2008年公開）
  - CD 『the Attitude original sound track』 （2008年7月23日　Tears Music/FWD Inc　TEC-277777） 音楽監督：沢田泰司、音楽プロデューサー：TATSU
  - DVD 『Attitude』 （2009年12月16日　Tears Music　TECDVD-001）

## バンド・ユニット歴
- COLOR
- SISTER'S NO FUTURE
  - SISTER'S NO FUTURE SUPER DELUXE
  - SISTER'S NO FUTURE MAX
- GALAXY
- THE KILLING RED ADDICTION